# Вангарі Маатаї
Вангарі Мута Маатаї (англ. Wangari Maathai; 1 квітня 1940 — 25 вересня 2011) — кенійська екофеміністка, активістка захисту навколишнього середовища та політична діячка. Походить з племені кікую. Здобула освіту в США, зокрема в Пітсбургському університеті, а також у Кенії в Університеті Найробі. У 1970-х роках започаткувала екологічний неурядовий рух «Зелений пояс», що займався висадкою дерев, привертанням уваги громадськості до проблем навколишнього середовища та правами жінок.
2004 року вона стала першою африканською жінкою, що отримала Нобелівську премію миру «за внесок у сталий розвиток, демократію та підтримання миру». Була обрана членом Парламенту та займала посаду помічника Міністра Охорони Навколишнього середовища та природних ресурсів в уряді Президента Мваї Кібакі в період з січня 2003 по листопад 2005.

## Громадська та політична діяльність
На додачу до роботи в Університеті Найробі, була також учасницею деяких громадських організацій на початку 1970-х років. Була членом Кенійського Червоного Хреста, ставши головою Найробійського відділення в 1973 році. Була учасницею Кенійської Асоціації Університетських жінок. Також приєдналась до Національної ради кенійських жінок. У співпраці з цими волонтерськими організаціями для Маатаї стало очевидним, що коренем більшості кенійських проблем є екологічна деградація.
У середині 1970-х заснувала Envirocare Ltd — фірму, що мала на меті поєднати її ідеї покращення довкілля та забезпечити безробітних роботою. Фірма спеціалізувалась на висадці дерев задля консервації оточуючого середовища з залученням звичайних людей в цей процес. Envirocare зіштовхнулася з рядом проблем, пов'язаних в першу чергу з фінансуванням. Зрештою, бізнес зазнав невдачі. Наприкінці 1970-х років Маатаї заснувала рух «Зелений пояс».
1979 року обиралась на місце голови Національної Ради жінок Кенії (НРЖК), але програла 3 голоси, проте була беззаперечно обрана помічницею голови організації. У наступні роки стала головою Ради, щороку переобиралась на головну посаду аж до 1987 року.
Маатаї брала активну участь у поширенні демократії в Кенії.